# Zachaenus parvulus
Zachaenus parvulus is een kikker uit de familie Cycloramphidae. De soort werd voor het eerst wetenschappelijk beschreven door Charles Frédéric Girard in 1853. Oorspronkelijk werd de wetenschappelijke naam Cystignathus parvulus gebruikt.
De soort is endemisch in Brazilië. De natuurlijke habitat zijn vochtige subtropische of tropische laagland regenwouden en bergregenwouden. De soort wordt bedreigd door het verlies van habitat.